# もう誰も愛さない (郷ひろみの曲)
「もう誰も愛さない」（もうだれもあいさない）は1990年10月21日に発売された郷ひろみ61作目のシングル。

## 解説
- 日本テレビ系ドラマ『刑事貴族』主題歌となった。

## 収録曲
全曲　作詞:秋元康／編曲:難波正司
1. もう誰も愛さない（ニューバージョン）（4分34秒）
  - 作曲:松本俊明
2. 君以外に好きな人がいる
  - 作曲:見岳章